# جورج ويليام أمير بريطانيا العظمى
جورج ويليام أمير بريطانيا العظمى (بالإنجليزية: Prince George William of Great Britain)‏ (13 نوفمبر 1717م-17 فبراير 1718م) هو عضو صغير في الأسرة المالكة البريطانية وهو ابن جورج الثاني ملك بريطانيا العظمى وكارولين أميرة أنسبش، اللذان عرفا وقتها بأمير وأميرة ويلز، وتوفي عن عمر ثلاثة أشهر وأربعة أيام.